# Frederik Sneedorff Birch
Frederik Sneedorff Birch (født 1. marts 1805 i Maribo, død 11. marts 1869) var en dansk forfatter og folkemindesamler.

## Biografi
Frederik Sneedorff Birch var søn af biskop Andreas Birch (død 1829). Da denne i 1806 byttede Lolland-Falsters bispestol med den i Århus, fulgte drengen med til denne by og oplærtes senere i latinskolen der, hvorfra han dimitterede 1823. Det følgende år tog han examen philosophicum og underkastede sig siden særskilt prøve i hebraisk i den hensigt at studere teologi, hvilket han dog snart opgav for at virke i historisk, lingvistisk, musikalsk og poetisk retning. I 1829, samme år som hans far døde, blev han konstitueret lærer ved katedralskolen, og næste år redigerede han samtidig med sin skolevirksomhed i kort tid Århus Stiftstidende. I 1834 blev han udnævnt til adjunkt ved skolen. Hans undervisning betegnes som kun frugtbringende for dem, der selv ville lære noget; de andre lod han passe sig selv og lave uro, mens han samtalede med de interesserede. Efter ansøgning blev han i 1838 entlediget med pension (Vartpenge). I 1839 blev han erklæret umyndig.
Efter den tid tog han ingen offentlig ansættelse, men førte et ubundent liv, sysselsat med sine yndlingsinteresser. Sit ophold havde han flere steder på landet i Jylland, således en tid lang i Røved Mølle mellem Århus og Randers og fra 1857-65 i huset hos skolelærer Kondrup i Skødstrup, som ligger i en yndig egn ved Kalø Vig. Her vandt han venner i sine husfæller, gav sig meget af med husets børn og førte i det hele taget en jævnt glad tilværelse; han tegnede billeder, lavede håndarbejder, spillede klaver, deklamerede og samtalte. I sorgfulde timer søgte han sin trøst i musikken, og han komponerede med talent. Hans helbred var stærkt, og som udmærket fodgænger hærdede han sig ved lange spadsereture i alskens vejr. Han var jævnligt gæst i omegnens præstegårde, hvor flere af hans studenterkammerater havde bolig. 
En gang imellem måtte han over til København, men hver gang han kom hjem derfra, var han i en ynkelig forfatning og havde mistet alt, hvad han ejede af værdisager – ja, det hændte sig endog at han ikke var i stand til at betale sin hjemrejse. Han kunne på sådanne ture ikke modstå fristelsen til stærke drikke, skønt han på dette punkt i dagligdags forhold aldrig overskred den tilbørlige grænse. I den københavnske studenterforening var han under sine besøg i hovedstaden en gæst, der var vel kendt på grund af det aparte ydre, hvori han præsenterede sig, iført tre frakker, hvoraf den inderste altid var den længste, og undertiden om vinteren med stråhat på. Kunne han få samlet en studenterkreds, som ville høre på oplæsningen af hans digte, var han meget glad, mens hans finfølelse på den anden side let bragte ham til at vige, når han mærkede, han var til besvær.

## Forfatterskab
Det var ikke så underligt, at han selv mente, hans digte havde værdi, for en tid lang havde han vakt betydelige forventninger. Hans optræden i den litterære verden falder væsentligst fra slutningen af 1820’erne og gennem 30’erne, og han må på grundlag af sine skønlitterære udgivelser betegnes som en del af den såkaldte romantisme. Hans evner kom dog aldrig rigtig til nogen lykkelig udfoldelse. En hævet forlovelse, han selv senere omtalte til sine venner – ligesom han i det hele ikke lagde skjul på de mange forelskelser, hans let fængelige hjerte havde haft – var i alt fald medvirkende grund til, at hans liv blev forrevet, regelløst og ødelagt. 
Det er en stor mængde skrifter, han har forfattet, i mange forskellige retninger: digte, dramatiske arbejder, politiske pjecer i vers og prosa, sprogvidenskabelige og mytologiske afhandlinger og lærebøger, humoresker osv. Ved sin død efterlod han sig en masse utrykte sager, som ikke senere er blevet udgivet. En del danske folkesagn og ordsprog er samlet af ham. Han var en af de første, som havde øje og interesse for de i folket levende viser og melodier, og han har udgivet flere samlinger af sådanne, hvorved han har bragt nogle nu kendte og yndede ind i litteraturen, således Skære, skære havre og Det var en lørdag aften. Hans egne digte vidner om smag og herredømme over formen, thi han var en kyndig versifikator, men de må nu også siges at være lidet kendte. 
Når han flere steder nævnes og endog fremhæves som forfatter af nytårsgaven Nøtheniana, må det her bemærkes, at han selv fralægger sig dette forfatterskab, da han "ikke har haft ringeste Del i denne Samlings Indhold eller Udgivelse". Foruden med eget navn skrev han under en hel del mærker, såsom C. Lachmann, Nemo, Anders Nøthen, Qvis, Jørgen Dyhr, Brolægger, Ego, X, A-Z osv. Han havde meget sans for det vågnende folkeliv, optrådte hyppigt som taler ved folkefester i Jylland og skrev til disse og ved mange andre lejligheder sange, hvis tal han selv opgav til flere tusinde. 
I sine senere år virkede han ivrigt for fiskeriets fremme og rettede sine bestræbelser på at forsyne Århus og omegn med gode rødspætter. Han samlede en del efterretninger om bundgarnsfiskerierne ved Århus og Samsø. Megen kraft havde han ikke at sætte ind på sin senere gerning, og de mange, der følte interesse og godhed for ham, og som beklagede, at sørgelige omstændigheder efterhånden havde kvalt evnen hos en i mange måder begavet mand, hilste med lettelse budskabet om, at døden 11. marts 1869 havde udfriet ham fra en kummerlig tilværelse. Han ligger begravet i Århus. Hans portræt er malet i olie og modelleret i gibsmedaillon af portrætmaler S.M. Jørgensen. Frederik Paludan-Müller har lånt mange træk af hans person til skildringen af digteren i Ivar Lykkes Historie. 

## Udvalgte værker
- 1828: Phantasus. En Samling af danske Folkesagn.
- 1829: Palne-Jæger : et dansk Folkesagn fra det sextende Aarhundredes første Halvdel.
- 1830: Stjerne og Lygtemand : en Humoreske, helliget Vedkommende.
- 1833: Nordiske Fortællinger.
- 1833: Indledning til den latinske Ordføringslære (Syntaxis).
- 1833: Grundrids af den danske Sproglære.
- 1834: Udsigt over den nordiske Mythologi. Et Forsøg.
- 1834: Euphrosyne. En Samling af Digte med tre- og fiirstemmige Melodier.
- 1835: Dansk Retskrivningslære, med et Tillæg om Skilletegnene, om Tonelagene og Tonefaldet, samt om Rhytmus og Metrum.
- 1836: Tretten Hundrede danske Ordsprog, samlede og systematisk ordnede med bestandigt Hensyn til Sætningslæren.
- 1836: Digte.
- 1837: Danske Folkeviser og Melodier, samlede af Fr. Sneedorff-Birch. 1. Pentade, indeholdende 5 jydske Viser med Melodier.
- 1838: De verbi generibus commentatio, exemplis linguæ Sinicæ, Sanscriticæ, Pracriticæ, Zendicæ, Persicæ, Bengalicæ, Hebraicæ, Arabicæ, Copticæ, Armenicæ cet. Illustrata.
- 1839: Dyrekredsen : Sex Hundrede Smaating i bunden og ubunden Stil. Ottende Afdeling – Skorpionens Tegn.
- 1841: Himmelbjerget. Et Mindeblad.
- 1846: Nøtheniana eller Anders Nøthen og hans Aandsbeslægtede. Nytaarsgave for 1846, helliget Almindeligheden / udgiven af Jørgen Dyhr [Fr. Sneedorff-Birch].
- 1849: Danmarks Ret til Slesvig : En kortfattet historisk Fremstilling for Folket, med et Tillæg om Hertugen af Augustenborgs Proklamation af 31. Marts 1848 og Protest af 28. Januar 1849.
- 1851: Thalia. Fem og tyve Sange.
- 1853: Klio. Fem og tyve Sange.
- 1856: Et Bidrag til den danske Literaturhistorie.
- 1857: Urania. Fem og tyve Sange.
- 1857: Før, under og efter en fornøielig Juul. Hverdagsskizze af Nemo [Fr. Sneedorff-Birch]
- 1858: Tre hundrede og halvtredsindstyve skjæmtsomme Ordsprog.
- 1858: Selskabssange og Drikkeviser. Samlede og ordnede af Fr. Sneedorff-Birch.
- 1863: Min! Lyrisk Fantasi.
- 1866: Det skal ei skee! Dog er det skeet! (Ved Aarsskiftet, Januar 1866).